# Гильгамеш и Небесный Бык
Гильгамеш и Небесный Бык — условное название шумерской песни, созданной до XXVIII века до н. э.. Главными героями песни являются Гильгамеш и Энкиду. Песня входит в цикл аккадо-шумерских поэм о Гильгамеше. Часть этой песни позже была переведена на аккадский язык и вставлена в «Эпос о Гильгамеше». 

## Сюжет
По содержанию данная песня близка к таблице VI «Эпоса о Гильгамеше», хотя и сильно отличается по стилю. Она состоит из немногим более сотни строк.
В основе сюжета лежит любовь богини Иннин (Иннана) к герою Гильгамешу. Однако Гильгамеш посрамил богиню, в отместку она наслала на героя чудовищного Небесного Быка. В состоявшейся битве Гильгамеш и его друг Энкиду убили быка, после чего они расчленили его тело, отделив голову, шкуру, сердце и рога.

## Исследования
Полностью текст песни был впервые опубликован только в 1990-е годы. Существует множество копий, содержащих разные фрагменты. Создание одной копии датируют Третьей династией Ура, другие копии — старовавилонские.